# 羊栖菜多糖
羊栖菜多糖（Sargassum Fusiforme Polysaccharides，SFPS）为属于褐藻门马尾藻科马尾藻属藻类羊栖菜的多糖。为浅黄色粉末。有效成分为褐藻多糖硫酸酯（Fucoidan，FCD），又称岩藻聚糖，分子量为42000至95000。